# Robert Duncan (Dichter)
Robert Edward Duncan (* 7. Januar 1919 in Oakland, Kalifornien; † 3. Februar 1988 in San Francisco, Kalifornien) war ein US-amerikanischer Dichter.
Duncan wuchs bei anthroposophisch geprägten Adoptiveltern in Oakland und Bakersfield auf. 1936 begann er ein Studium an der University of California in Berkeley. Von dort wechselte er 1938 zum Black Mountain College in North Carolina, wo er mit Robert Creeley und Charles Olson zusammentraf. Nach einer heftigen Auseinandersetzung verließ er das College wieder.
Als er 1941 zum Militärdienst eingezogen wurde, bekannte er sich zu seiner Homosexualität und wurde wieder entlassen. Nach mehreren gleichgeschlechtlichen Beziehungen heiratete er 1943 Marjorie McKee. Die Ehe wurde nach wenigen Monaten geschieden. Von 1948 bis 1950 kehrte Duncan nach Berkeley zurück, um Literatur zu studieren. Von 1951 an lebte er mit dem Maler Jess Collins in San Francisco. Dort gehörte er zur Gruppe um Lawrence Ferlinghetti, einem Unterstützer der Beat Generation. Duncan gehört zu den wichtigen Vertretern der San Francisco Renaissance.

## Werke
- The First Decade: Selected Poems 1940–1950. 1968.
- Derivations: Selected Poems 1950–1956. 1968.
- Tribunals: Passages 31-25. 1970.
- Ground Work: Before the War. 1984.